# Poema simultâneo
Poema simultâneo é um tipo de poema inventado e praticado pelo Dadaísmo, no qual vários textos podem ser lidos simultaneamente por várias pessoas, inclusive em várias línguas.
Considerado o melhor exemplo de poema simultâneo, "L'amiral Cherche Une Maison à Louer" (O almirante tenta alugar uma casa) é uma composição na qual várias vozes falam, cantam, apitam, etc, simultaneamente, de tal modo que as combinações resultantes repondem pelo efeito total do trabalho e foi apresentado em 30 de março de 1916, tendo sido publicado na revista "Cabaret Voltaire".
Conforme a Deutsche Welle, empresa internacional de comunicação da Alemanha, este seria o primeiro poema nesta linha e nasceu de uma inciativa de Hugo Ball, com a participação de vários artistas do Cabaret Voltaire.
Assim, Ball teria pedido a artistas plásticos, como Hans Arp, que contribuíssem com objetos de arte, e a poetas, como Tristan Tzara e Richard Huelsenbeck, que colaborassem com palavras poéticas. Desta forma, teriam nascido composições como as "três variações sobre um motivo dado, em três línguas", que resultaram no "L'amiral Cherche Une Maison à Louer".
O site UbuWeb informa apenas que a peça foi escrita em 1916 como parte de uma realização do Cabaret Voltaire, por Tzara, Hulsenbeck e o romeno Marcel Janco.